# Дейна, Фрэнсис
Фрэнсис Дейна (англ. Francis Dana; 13 июня 1743, Чарльзтаун [ныне в черте Бостона], Массачусетс — 25 апреля 1811, Кембридж, там же) — американский политический и государственный деятель, дипломат, один из отцов-основателей США; делегат Континентального конгресса (1777—1778, 1784), подписант статей Конфедерации. Первый посол США в Российской империи (1780–1783); председатель верховного суда штата Массачусетс (1791–1806). Приходился тестем поэту Вашингтону Олстону.

## Биография
Фрэнсис родился в Чарльстоуне, штат Массачусетс, в семье юриста Ричарда Дейна. В 1762 году окончил Гарвардский университет и был принят в коллегию адвокатов, после чего вёл успешную юридическую практику в Бостоне.
Будучи противником британской колониальной политики, Фрэнсис вступил в революционную организацию «Сыны свободы» и в 1774 году был избран делегатом первого Континентального конгресса в Массачусетсе. В 1775 году Континентальный конгресс направил Фрэнсиса в Великобританию на переговоры, которые не увенчались успехом и в конечном счёте привели к Войне за независимость. В 1777 году Дейна был избран делегатом на второй Континентальный конгресс, фактически взявший на себя роль национального правительства США в ходе Войны за независимость, и в 1778 году вошёл в число подписавших статьи Конфедерации — первого конституционного документа Америки. В январе 1778 года Ф.Дейна возглавил комитет, созданный для помощи Джорджу Вашингтону по реорганизации армии. Комитет Дейна совместно с Вашингтоном в течение трёх месяцев подготовил план реорганизации армии, который в целом был принят Конгрессом. Впоследствии Дейна сопровождал Джона Адамса в Париж в качестве секретаря американской дипломатической делегации.
В 1780 году Дейна был назначен американским министром (послом) в Российскую империю. Председатель Континентального конгресса Сэмюэл Хантингтон подписал соответствующие инструкции и верительную грамоту. Миссия Дейны состояла в том, чтобы подписать в Санкт-Петербурге конвенцию о присоединении Соединённых Штатов к вооружённому нейтралитету и согласовать Договор о дружбе и торговле с Россией. Дейна отбыл из Амстердама 7 июля и прибыл в Санкт-Петербург 27 августа 1781 года. В поездке Дейну в качестве секретаря сопровождал Джон Куинси Адамс — впоследствии посол США в России и 6-й президент США. В ходе своей миссии в России Дейна рассчитывал на поддержку главы Коллегии иностранных дел Н. И. Панина, но последний как раз в это время взял отпуск и удалился в имение, после чего его влияние при дворе значительно ослабло: на выработку внешнеполитического курса всё больше влияли А. А. Безбородко и Г. А. Потёмкин. Кроме того, активное противодействие миссии Дейны оказывал британский посол в России Дж. Харрис. В результате Дейна официально известил русское правительство о своём назначении на пост посланника в Санкт-Петербурге лишь 24 февраля (7 марта) 1783 года. Но возобновление в марте 1783 года русско-австрийской посреднической миссии привело к отказу императрицы Екатерины II от принятия верительных грамот посла. 12 (23) апреля вице-канцлер И. А. Остерман, возглавивший к тому времени Коллегию иностранных дел, сообщил Дейне, что до подписания окончательного мирного договора императрица не может принять американского посланника, так как это несовместимо с правилами нейтралитета, а также указал на необходимость предъявления новой верительной грамоты. Сама же Екатерина американскому вопросу не придавала значения, отдавая приоритет европейским проблемам, и прежде всего — предстоящему присоединению Крыма. В своём письме И. С. Барятинскому и А. И. Маркову в Париж она писала:

Когда занятие Крыма сделается в публике гласным, тогда на чинимые вам вопросы и инако в разговорах Ваших можете Вы, следуя изображаемым в манифесте причинам, необиновенно говорить, что Россия не мешалась в свое время в чужие дела, как, например, занятие Корсики, признание независимости английских в Америке селений и тому подобное…
Практически в это же время, 1 апреля 1783 года, Конгресс принял решение об отзыве Дейны из России. Получив послание из Америки, Дейна 28 июля (8 августа) 1783 года уведомил Остермана о намерении покинуть Петербург. По иронии судьбы, Дейна отбыл из Санкт-Петербурга 24 августа (3 сентября) 1783 года, на следующий день после подписания в Версале мирных договоров, завершивших Американскую войну за независимость.
По возвращении в США Дейна был вновь избран в Конгресс в 1784 году. В 1785 году Дейна был назначен судьёй Верховного суда штата Массачусетс и служил там до 1806 года (с 1791 года — в качестве председателя). Будучи активным сторонником принятия федеральной конституции, Дейна был участником конвента, который ратифицировал её в 1787 году, а также был одним из влиятельных советников лидеров Федералистской партии, в частности, Эссекса Джунто.
В 1780 году Дейна выступил в качестве члена-учредителя Американской академии наук и искусств, а также на протяжении жизни способствовал развитию Гарвардского университета.

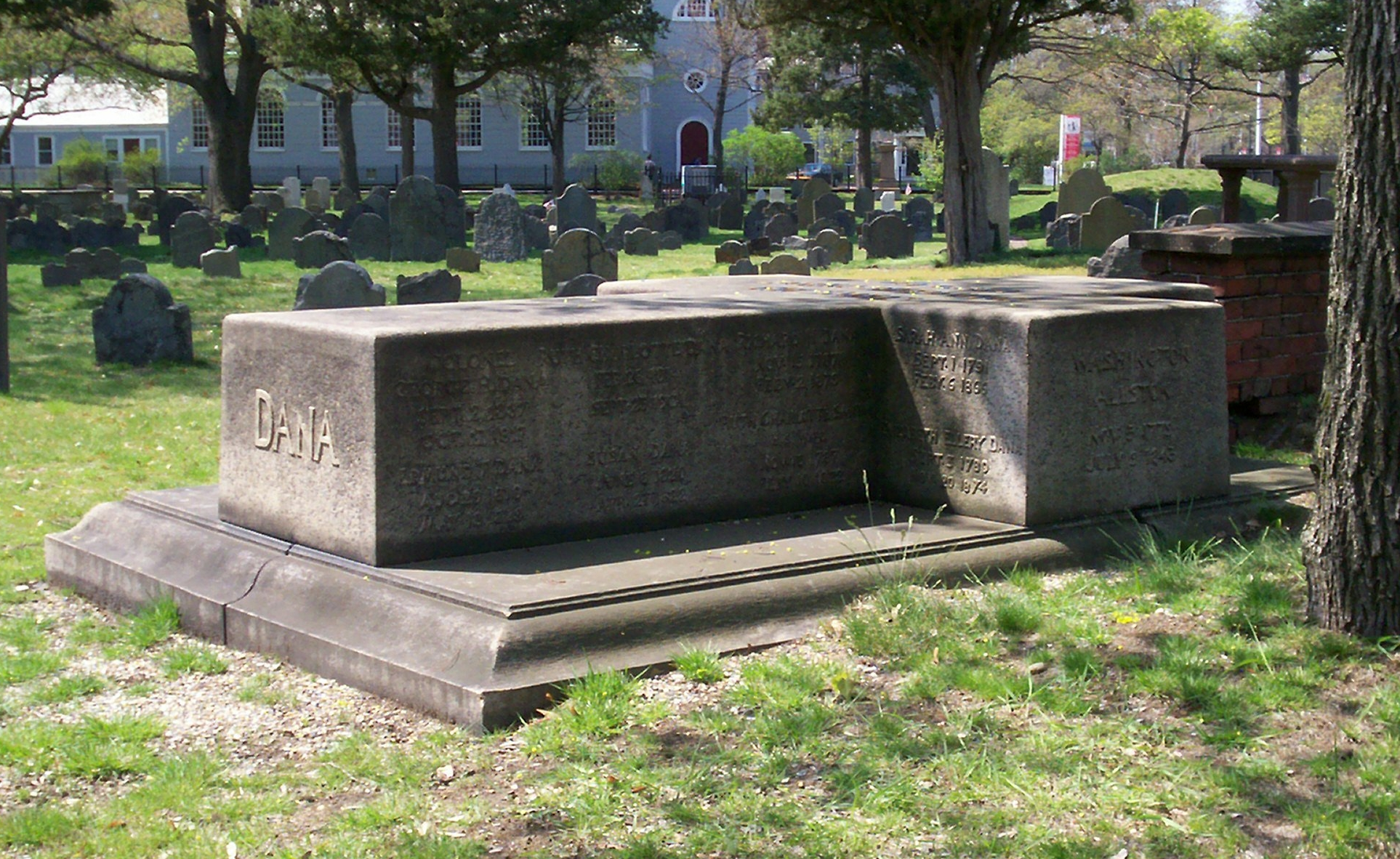
Фамильное захоронение семьи Дейна на Гарвардской площади, Кембридж, Массачусетс

В 1792 году Дейна вошёл в число учредителей компании, созданной для строительства моста в Кэмбриджпорте через реку Чарльз. Наряду с Дейна в первоначальный состав акционеров входили Джеймс Салливан, Мунго Маккей, Оливер Уэнделл, Генри Джексон, Уильям Уэтмор и другие. Мост был открыт в ноябре 1793 года, как Западный Бостонский мост, ныне — мост Лонгфелло.
Сын Фрэнсиса, Ричард Генри Дейна-старший (1787—1879), был поэтом и литературным критиком, а также юристом; внук Фрэнсиса — Ричард Генри Дейна-младший (1815—1882) был известным адвокатом и писателем, который служил Федеральным прокурором США по округу штата Массачусетс и написал мемуары «Два года перед мачтой» (англ. Two Years Before the Mast), которые были экранизированы Джоном Фэрроу в 1946 году.
Фрэнсис Дейна отошёл от общественной жизни в 1806 году. Скончался в Кембридже, штат Массачусетс, и похоронен в Old Burying Ground на Гарвардской площади.